# Francesco Iacurto
Francesco Iacurto est un peintre canadien né à Montréal (Québec) le 1er septembre 1908 et mort le 7 juillet 2001 à Québec.

## Biographie
Francesco Iacurto, décédé à l’âge de 92 ans d’une défaillance cardiaque, consacrait encore quelques heures par jour à son art, dans le studio de sa résidence de Sainte-Foy. Le lendemain, il devait être reçu Chevalier de l'ordre de la Pléiade. Son père Joseph Iacurto, est un photographe italien arrivé à Montréal en 1898. Il a épousé Laurette Asselin.
À 15 ans, premier et plus jeune élève de la nouvelle École des beaux-arts de Montréal, il en recevra un diplôme de professeur de dessin en 1928 et sera reconnu pour ses paysages et ses portraits. Il poursuit ses études à Paris d’où il revient en 1929 pour enseigner à l’École des beaux-arts de Montréal. Il a immortalisé les personnalités connues tel les Maurice Duplessis, Jean Lesage, Antonio Barrette, et des artistes comme René Richard, .
Un regard limpide sur l’humain et son environnement, imprégné d’une lumière subtile, donne un sentiment de calme et de sérénité à chaque peinture, que ce soit dans les jardins du Vatican, à Venise, dans Charlevoix ou dans le Vieux-Québec. Ses portraits témoignent d’une sensibilité exceptionnelle qui saura toujours charmer, séduire et émouvoir.
Selon Hugues de Jouvencourt, « depuis qu’il habite la très pittoresque ville de Québec, Francesco Iacurto n’a cessé de lui prouver son attachement, sa passion. Mieux que tout autre peintre, il a su saisir le cachet particulier de la vieille cité et en exprimer tout le charme; un peu comme Utrillo le fit pour Montmartre… »,.
Il est exposé au Musée des beaux-arts du Canada, au parlement de Québec, au Sénat du Canada, à Rideau Hall et au Musée national des beaux-arts du Québec,, où il laisse désormais toute la place à son œuvre.

## Musées et collections publiques
- Collection d'œuvres d'art, Université de Montréal[5]
- Dalhousie Art Gallery[6]
- Musée Beaulne
- Musée d'art de Joliette
- Musée de Charlevoix
- Musée de la civilisation[7]
- Musée de la Gaspésie
- Musée des beaux-arts de Sherbrooke
- Musée du Fjord
- Musée Laurier
- Musée Louis-Hémon
- Musée national des beaux-arts du Québec[8]
- Musée Pierre-Boucher
- Musée régional de la Côte-Nord
- Musée régional de Rimouski

## Honneurs
- 1974 - Membre de l'Académie Royale Canadienne
- 1990 - Chevalier de l'Ordre du Mérite de la République d'Italie
- 1991 - Chevalier de l'Ordre national du Québec
- 1991 - Membre de l'Ordre du Canada
- 1994 - Académie des Grands Québécois

## Hommages
La rue Iacurto a été nommée en son honneur, en 2006, dans la ville de Québec.